# Marineland de Floride
Pour les articles homonymes, voir Marineland.
 (janvier 2025).
Si vous disposez d'ouvrages ou d'articles de référence ou si vous connaissez des sites web de qualité traitant du thème abordé ici, merci de compléter l'article en donnant les références utiles à sa vérifiabilité et en les liant à la section « Notes et références ».
Le Marineland de Floride (en anglais : Marineland of Florida) est l’un des plus anciens parcs d’attractions de Floride et se présente comme le premier oceanarium du monde. Il permet notamment au public de nager avec les dauphins. 

## Historique
Le projet du Marineland de Floride fut d’abord conçu par W. Douglas Burden, Cornelius Vanderbilt Whitney, Sherman Pratt et Ilia Tolstoï comme un oceanarium pouvant être utilisé pour les films sur la vie marine. Un site au sud de St. Augustine, sur le littoral atlantique fut choisi, qui devint connu sous le nom de ville de Marineland. À l’origine, le terrain de 81 km2 avait été concédé à l’avocat londonien Levett Blackborne en 1767. Petit-fils du maire de Londres Sir Richard Levett, il ne vint jamais s’installer sur ces terres floridiennes qu’il confia à John Graham, un loyaliste géorgien qui avait fui au cours de la révolution américaine. Par la suite, le domaine de l’actuelle Marineland fut divisé en parcelles plus petites.

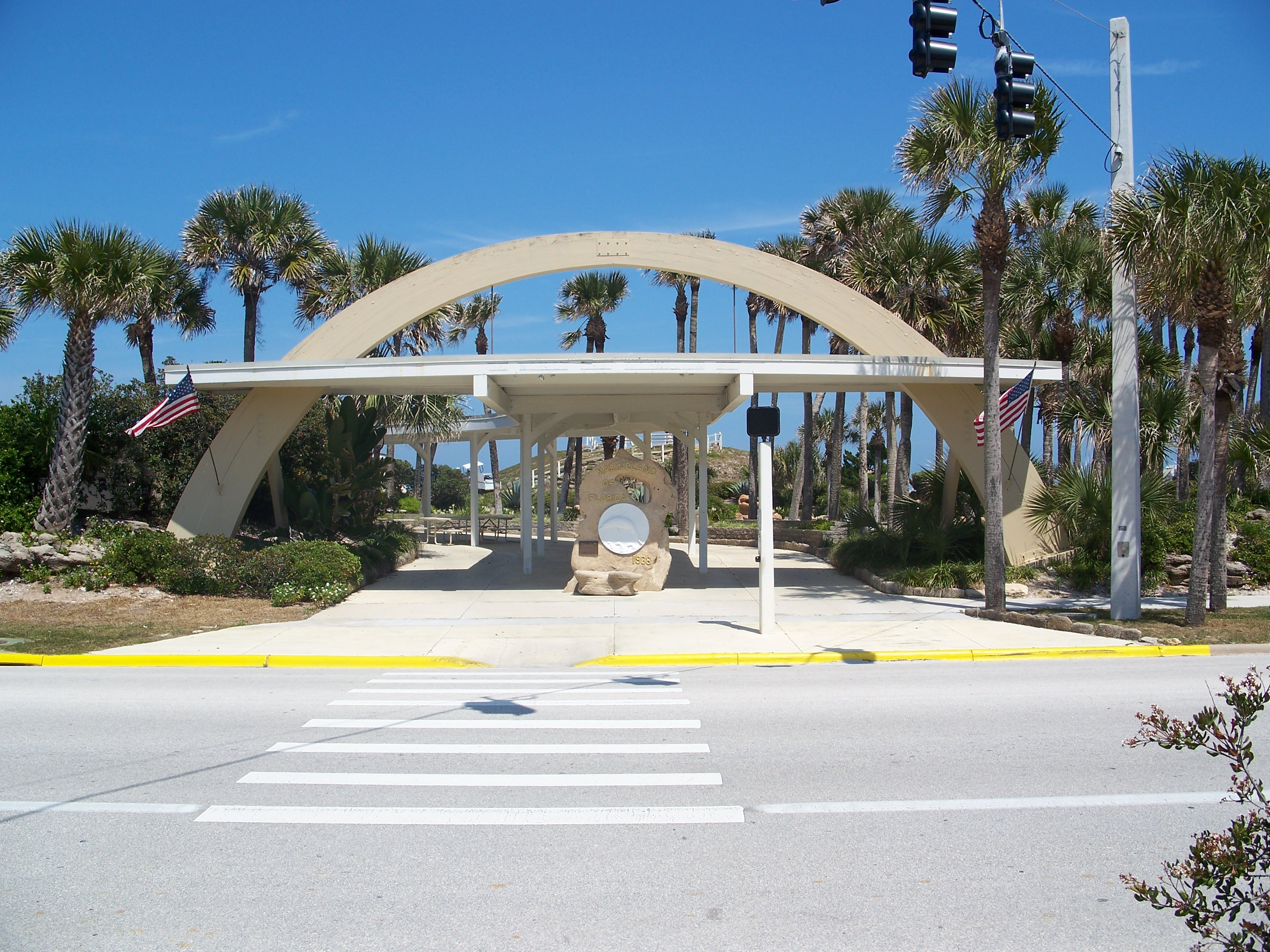
Porte principale du Marineland de Floride.

Après avoir résolu le problème de capturer les animaux marins, les Marine Studios ouvrirent leurs portes le 23 juin 1938 (le nom de Marineland of Florida fut adopté plus tard) avec les dauphins pour principale attraction. Le succès fut inattendu et un afflux de 20 000 touristes voulant visiter le parc paralysa même la Florida State Road A1A. Le fait que le projet ait été développé par le petit-fils de Léon Tolstoï fit venir des écrivains tels que Marjorie Kinnan Rawlings, John Dos Passos et Ernest Hemingway au Moby Dick's Bar de l'endroit. 
Dans les années 1960, le parc devint le plus fréquenté de Floride avec plus de 300 000 visiteurs par an. 
L’ouverture du Walt Disney World Resort en 1971 créa une concurrence importante et entraîna une baisse de fréquentation jusqu’à la fin des années 1980. Face aux difficultés financières, le Marineland fut vendu à des promoteurs qui souhaitaient y construire des condominiums. Mais ce projet ne vit pas le jour à cause de la faillite des investisseurs. Le parc fut ensuite administré par une fondation. 
Il fut fermé au public après le passage des ouragans Floyd et Irene en 1999. En 2003, les bâtiments construits à l’ouest de l’autoroute A1A furent démolis et seules demeuraient les structures originales le long de la côte atlantique. L’année suivante, le Marineland fut complètement fermés pour rénovation, jusqu’au 4 mars 2006. Pendant les travaux, l’Oceanarium circulaire et l’Oceanarium rectangulaire furent détruits. Une partie du parc passa entre les mains du comté de Flagler pour devenir le River to the Sea Preserve. Cornelius Vanderbilt Whitney fit don de 12 000 m2 de terrain en 1974 et l’université de Floride ouvrit Whitney Marine Laboratory à côté du Marineland. Celui-ci permet d’étudier les mammifères marins. En 2008 fut construit le Dolphin Conservation Center.

## Description

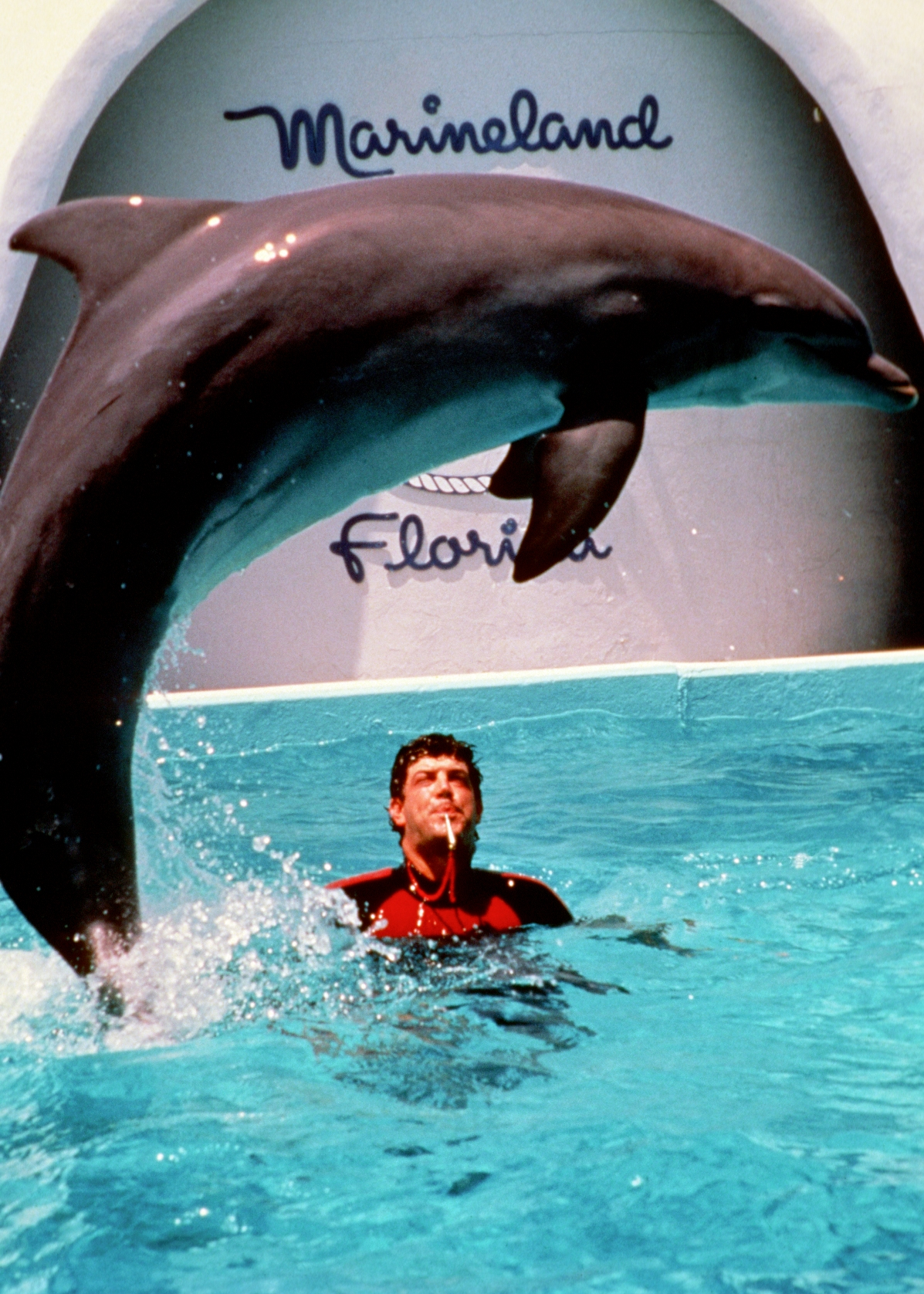
Un grand dauphin au Marineland de Floride.

Le Marineland de Floride possède actuellement[Quand ?] 14 grands dauphins : Betty (F-50 ans), Lightning (M-37 ans), Shaka (F-37 ans), Sunny (M-36 ans), Dazzle (F-32 ans), Niele (M-26 ans), Zac (M-26 ans), Casique (F-19 ans), Briland (M-17 ans), Tocio (F-13 ans), Aqe (M-12 ans), Miramar (M-8 ans), Boomer (M-5 ans), Oli (M-4 ans) et Surge (M-4 ans).

## Au cinéma
Les équipements du Marineland furent utilisés pour le tournage de films comme L'Étrange Créature du lac noir en 1954 et La Revanche de la créature en 1955. 